# Eksportøl
Eksportøl er en stærk øl, typisk af højere alkoholprocent end normal pilsner.
| Mad og drikke | Spire Denne artikel om mad og drikke er en spire som bør udbygges. Du er velkommen til at hjælpe Wikipedia ved at udvide den. |